# Kuusjärvi (sjö i Juga, Norra Karelen)
Kuusjärvi är en sjö i kommunen Juga i landskapet Norra Karelen i Finland. Sjön ligger 180,5 meter över havet. Den är 11,8 meter djup. Arean är 68 hektar och strandlinjen är 6,92 kilometer lång. Sjön  ingår i Vuoksens huvudavrinningsområde.   Den ligger omkring 63 kilometer nordväst om Joensuu och omkring 390 kilometer nordöst om Helsingfors. 